# Tembeling (Teluk Bintan)
Tembeling is een bestuurslaag in het regentschap Bintan van de provincie Riau-archipel, Indonesië. Tembeling telt 909 inwoners (volkstelling 2010).